# Monty Westmore
Montague George "Monty" Westmore (Los Angeles, 12 de junho de 1923 — Woodland Hills, 13 de novembro de 2007) foi um maquiador norte-americano.